# Bazni predor Gotthard
Bazni predor Gotthard (GBT) je železniški predor v osrčju švicarskih Alp, zgrajen leta 2016. Z dolžino 57 km in skupno 151,84 km predorskih cevi, jaški in prečnimi prehodi, je najdaljši železniški predor na svetu. Prekosil je predor Seikan na Japonskem.
Glavni namen izgradnje je bil povečati kapaciteto prevozov preko Alp, predvsem za tovorni promet in predvsem med Nemčijo in Italijo. Še posebej je pomemben za preusmeritev obsega tovornega prometa s cest na železnico in s tem zmanjšanje okoljske škode, ki jo vedno večje število težkih tovornjakov povzroča v Švici. Sekundarna korist bo skrajšanje potovalnega časa potniških vlakov na relaciji Zürich—Milano za približno uro in od Züricha do Lugana za 1 uro 40 minut, saj lahko vlaki vozijo s hitrostjo do 250 km/h.

## Opis
Pot čez prelaz Gotthard (oziroma skozi predore) je eden najpomembnejših prehodov čez Alpe na osi sever - jug. Promet se je od leta 1980 povečal za več kot desetkrat, zato so bili obstoječi predori na meji svojih zmogljivosti.
Na referendumu leta 1992 je 64 % švicarskih volivcev potrdilo projekt AlpTransit, gradnja predora se je začela leta 1996.
Projekt baznega predora je sestavljen iz dveh enotirnih predorskih cevi. To je del projekta AlpTransit, znanega tudi kot nova železniška povezava preko Alp (New Railway Link through the Alps - NRLA), ki vključuje bazni predor Lötschberg med kantonoma Bern in Valais ter bazni predor Ceneri v gradnji (predvidoma odprt konec leta 2019) na jugu. Nova smer leži pod staro železniško progo Gotthard, ki se ovija preko masiva Saint Gotthard in je bila odprta leta 1882 ter deluje s polno zmogljivostjo in omogoča neposredno pot potniškim in težkim tovornim vlakom.
Izkop v vzhodnem predoru (preboj) je bil zaključen 15. oktobra 2010 s slovesnostjo, ki je bila predvajana v živo na švicarski televiziji, v zahodnem predoru pa 23. marca 2011. AlpTransit Gotthard Ltd. bo izročil predor Švicarskim zveznim železnicam (SBB) v obratovanje decembra 2016. Skupni stroški projekta bodo znašali 9,8 milijarde švicarskih frankov ali 10,3 milijarde dolarjev.
Portala se nahajata v bližini vasi Erstfeld, Uri, in Bodio, Ticino. V bližini sta tudi oba obstoječa gotthardska predora: od leta 1882 železniški predor Gotthard in od leta 1980 cestni predor Gotthard. Bazni predor prereže masiv Gotthard okoli 600 m nižje od obstoječega železniškega predora, ki ima portal na nadmorski višini 1100 m.

## Tehnični podatki
Da bi skrajšali čas vrtanja so dela zastavili na štirih mestih, za kar je bilo potrebno zgraditi štiri dostopne predore (peti je bil dodan kasneje) na različnih mestih hkrati (Erstfeld, Amsteg, Sedrun, Faido in Bodio).
Predorski cevi sta povezani z galerijo na vsakih 325 m. Vlaki lahko menjajo cev na dveh večnamenskih postajah: na Sedrunu in Faidu. Ti postaji imata prezračevalne naprave in tehnično infrastrukturo in služita tudi kot izhod v sili .
Dostop do postaje Serdun je preko dveh jaškov višine 800 m do terena in s kilometer dolgim predorom iz bližnje doline. Predlog, da bi na tem mestu zgradili delujočo železniško postajo, imenovano Porta Alpina, je bil zavrnjen zaradi premajhne populacije in zmanjšanja zmogljivosti proge zaradi ustavljanja.
- Bazni predor Gotthard
- Napadno mesto blizu Bodia
- Y priključek na večnamenski postaji Faido
- Vrtalni stroj TBM (Tunnel boring machine) iz Bodia vrta proti Faidu, september 2006
- Model TBM S-210
- Prvi preboj TBM iz smeri Bodio 6. septembra 2006
- Vrtanje na vzhodu blizu Amstega

- Dolžina:[2]
  - zahodna cev: 56,978 km
  - vzhodna cev: 57,091 km
- Skupna dolžina vseh cevi in jaškov: 151,84 km
- Premer vsake od cevi: 8,83–9,58 m
- Razdalja med povezovalnimi galerijami: ca. 325 m
- Največje nadkritje: 2300 m
- Minimalni krivinski polmer: 5000 m
- Severno portal - nadmorska višina 460 m
- Južni portal - nadmorska višina 312 m
- Najvišja kota predora: 549 m nmv
- Gradient povišanja:
  - na severnem portalu: skupaj 89 m in največ 4,055 ‰,
  - od juga do 237 m in največ 6,76 ‰
- Računska hitrost: 250 km/h
- Začetek del: 1993, 1996 (predhodna dela), 2003 (izkop)
- Končanje del: 2016
- Predaja v uporabo: May 2016
- Vsi stroški: 9,74 billion CHF [6] (od oktober 2010) (US$10.1 billion)
- Število vlakov na dan: 200–250
- Elektrifikacijski sistem: 15 kV, 16,7 Hz
- Varnostna pravila: Varnostne zahteve za železniški vozni park bodo podobne kot v drugih dolgih švicarskih predorih. Ti so drugačni kot v predoru pod Rokavskim prelivom, ki ima posebna varnostna pravila, ki jih zahtevajo po meri izdelani vlaki.
- Količina izkopanega materiala:28,200,000 t (ali 13.300.000 m3 ali ekvivalent 5 piramidam v Gizah[7]
- Število TBM vrtalnih strojev: štirje Herrenknecht Gripper TBM - stroja št. S - 210 in S - 211 sta delala proti severu od Bodia proti Faidu in Sedrunu (z vzdevkom Sissi in Heidi); stroja št. S - 229 in S - 230 sta delala na južnem delu od Erstfelda proti Sedrunu (njun vzdevek Gabi I in Gabi II):
  - Dolžina: 440 m (vključno back-up oprema)
  - Teža: 3000 t
  - Moč: 5 MW
  - Max. dnevni izkop: 25 - 30 m (v dobri skali)
  - Skupna dolžina izkopa po TBM: okoli 45 km (za vsako cev)
  - Proizvajalec: Herrenknecht, Schwanau, Nemčija

- Oktobra 2010 je na delovišču umrlo osem delavcev.[8]

## Železniška tehnika
V predoru je vgrajenih 228 km železniških tirov in 190.000 betonskih pragov na gramozno posteljico.
Posebne zahteve veljajo tudi za vozno tehniko. Prvič v Evropi morajo delovati v baznih predorih Ceneri in Gotthard tovorni vlaki in vlaki za visoke hitrosti do 250 km/h v enotirnem predoru za mešani promet, ki porabi do 2.300 A toka. Zato mora imeti jeklena vrv približno 500 mm² preseka. Za ta namen je bil tip konstrukcije vozne mreže R250 GBT posebej zasnovan. Poleg tega je bilo treba za napajanje in prenos položiti 3731 km kablov.
Obseg in zahteve železniških inženirskih storitev so bile določene leta 2005. Pogodba z obsegom 1.690.000.000 CHF je bila podpisana 4. maja 2007. Za nadzorni center je bilo odkupljeno 7 ha veliko zemljišče južno od Biasca. Vgradnja elektrostrojne opreme za južni portal se je začela maja 2010, za severni v Erstfeldu pa septembra 2011.

## Obratovanje
Bazni predor je začel s poskusnim obratovanjem na posameznih odsekih in v skladu z načrtovanim potekom v januarju 2014 in je trajal več mesecev. Za promet so ga odprli leta 2016.